# Licia Troisi
Pour les articles homonymes, voir Troisi.
Licia Troisi, née Felicia Troisi le 25 novembre 1980 à Rome, est une astronome et une écrivaine italienne de fantasy. Elle est l'autrice fantastique italienne la plus vendue au monde.

## Biographie

### Enfance et études
Licia Troisi est née à Ostie, un quartier de Rome, le 25 novembre 1980,. Son vrai prénom est Felicia mais, ne l'appréciant guère, elle décide de le modifier.
Après avoir obtenu son diplôme d'études secondaires au lycée Emmanuel Kant à Rome, elle étudie la physique à l'Université de Rome « Tor Vergata ». Elle est diplômée en astrophysique après avoir présenté une thèse sur les galaxies naines le 17 décembre 2004. En 2012, elle obtient également un doctorat en astronomie.
Elle est aujourd'hui en poste à l'observatoire de Rome et travaille en liaison avec l'Agence spatiale italienne.
Elle est également l'autrice fantastique italienne la plus vendue au monde.

### Vie privée
Licia Troisi rencontre son futur mari durant ses études de physique. Elle est mariée depuis 2007 et mère d'une fille prénommée Irene née le 17 novembre 2009. Elle vit à Rome.

### Écriture
Vers l'âge de sept ans, avec l'apprentissage de la lecture, Licia Troisi commence à écrire des histoires. Ses premiers écrits sont des contes de fées réunis dans un volume relié en papeterie par ses parents et intitulé Les Mille et Une...Licia . À huit ans, elle écrit un « roman » de 20 pages intitulé Sindy et Mindy, inspiré du dessin animé Princesse Sarah et également relié par ses parents. Elle conserve encore l'unique exemplaire.
Au lycée, elle écrit un journal et quelques histoires. Elle s'essaye également à la poésie, genre qui ne lui convient finalement pas.
Au cours de ses années d'université, elle commence à lire des bandes dessinées, principalement des mangas comme Berserk de Kentarō Miura. Elle est également attirée par la littérature fantastique à travers la lecture de J. R. R. Tolkien.
C'est à 21 ans qu'elle trouve l'inspiration. Elle commence en effet à écrire le premier livre du cycle des Chroniques du monde émergé. Après un an et demi d'écriture et six mois de correction, elle envoie son manuscrit à Mondadori, qui décide trois mois plus tard de publier ses travaux. Le premier tome arrive en librairie en avril 2004. Elle est alors critiquée pour son jeune âge et son manque d'expérience littéraire par le spécialiste de la science-fiction et journaliste Silvio Sosio. Les Chroniques du monde émergé ont été vendues à plus de 4 millions d'exemplaires.
Elle publie ensuite une nouvelle trilogie fantastique nommée les Guerres du monde émergé puis les Légendes du monde émergé. Le tout fait partie d'une saga appelée Le Monde émergé. Les trois trilogies se déroulent à des époques différentes, sur une terre appartenant depuis des siècles aux elfes jusqu'à l'invasion des hommes et des gnomes.
Son activité d'astronome influe sur son écriture. Les noms des héroïnes des trilogies du monde émergé correspondent tous à une étoile. Dans les Chroniques du monde émergé, le personnage principal, Nihal, porte le nom d'une étoile de la constellation du Lièvre. Dans les Guerres du monde émergé, Doubhée (en italien Dubhe) porte le nom d'une étoile de la Grande Ourse. Enfin, dans les Légendes du monde émergé, Adhara porte le nom d'une étoile de la constellation du Grand Chien.

## Œuvre

### Le Monde émergé

#### Chroniques du monde émergé
Premier cycle de la saga, Chroniques du monde émergé est composé de trois volumes publiés en quelques mois entre 2004 et 2005 et d'un quatrième publié en 2014,,, tous quatre publiés par Mondadori.
1. Nihal de la Terre du Vent, Pocket Jeunesse, 2008 ((it) Nihal della terra del vento, 2004)[9].
2. La Mission de Sennar, Pocket Jeunesse, 2009 ((it) La missione di Sennar, 2004)[9].
3. Le Talisman du pouvoir, Pocket Jeunesse, 2009 ((it) Il talismano del potere, 2005)[10].
4. (it) Le storie perdute, 2014.

#### Guerres du monde émergé
Le deuxième cycle, Guerres du monde émergé, se déroule quarante ans après les quatre livres initiaux. Les trois tomes sont publiés par le même éditeur, Mondadori, entre 2006 et 2007,,,.
1. La Secte des assassins, Pocket Jeunesse, 2010 ((it) La setta degli assassini, 2006)[11].
2. Les Deux Combattantes, Pocket Jeunesse, 2011 ((it) Le due guerriere, 2007)[12].
3. Un nouveau règne, Pocket Jeunesse, 2011 ((it) Un nuovo regno, 2007)[13].

#### Légendes du monde émergé
La trilogie Légendes du monde émergé, dont l'histoire se déroule cinquante ans après le cycle précédent, est composée de trois volumes sortis entre 2008 et 2010,.
1. Le Destin d'Adhara, Pocket Jeunesse, 2011 ((it) Il destino di Adhara, 2008)[14].
2. La Fille du sang, Pocket Jeunesse, 2012 ((it) Figlia del sangue, 2009).
3. Les Derniers Héros, Pocket Jeunesse, 2012 ((it) Gli ultimi eroi, 2010).

#### Les Nouvelles Aventures de Nihal
Série de bande dessinée racontant la jeunesse de Nihal, avec scénario de Roberto Recchioni, sur une idée de Licia Troisi et dessin de Massimo Dall'Oglio et Gianluca Gugliotta, parue aux éditions Glénat.
1. Les Nouvelles Aventures de Nihal - Tome 1.
2. Les Nouvelles Aventures de Nihal - Tome 2.

### La Fille dragon
Écrite pour un public plus jeune, la saga La Fille dragon est une pentalogie publiée par Mondadori entre 2008 et 2012, et dont les protagonistes sont les draconiens, des garçons humains conservant l'esprit de certains dragons qui vivaient sur Terre il y a des siècles. L'un des personnages clé est Sofia, adoptée par le professeur Schlafen, qui garde le dernier des dragons,,,,.
1. L'Héritage de Thuban, Pocket Jeunesse, 2013 ((it) L'eredità di Thuban, 2008).
2. L'Arbre d'Idhunn, Pocket Jeunesse, 2013 ((it) L'albero di Idhunn, 2009)[17].
3. Le Sablier d'Aldibah, Pocket Jeunesse, 2014 ((it) La clessidra di Aldibah, 2010)[4].
4. Les Jumeaux de Kuma, Pocket Jeunesse, 2014 ((it) I gemelli di Kuma, 2011)[18].
5. L'Ultime Affrontement, Pocket Jeunesse, 2015 ((it) L'ultima battaglia, 2012)[5].

### Les Royaumes de Nashira
Presque simultanément avec La Fille dragon est également publiée la quadrilogie Les Royaumes de Nashira qui se déroule sur une planète où l'air commence à manquer et où seuls quelques arbres sont encore capables d'en produire,,,.
1. Le Rêve de Talitha, Pocket Jeunesse, 2014 ((it) Il sogno di Talitha, 2011)[19].
2. L'Épée des rebelles, Pocket Jeunesse, 2015 ((it) Le spade dei ribelli, 2012)[20].
3. Le Sacrifice, Pocket Jeunesse, 2016 ((it) Il sacrificio, 2013)[21].
4. (it) Il destino di Cetus, 2015. Jamais sorti en français, la série a été abandonnée par Pocket Jeunesse.

### Pandora
La saga, qui contient quatre tomes (Pandora, Il risveglio di Samael, L'erede di Gavri'el et Il potere di Arichat) se déroule à Rome et a pour protagoniste une héroïne qui veut briser les stéréotypes de genre.

### La saga del Dominio
La saga del Dominio raconte l'histoire de Myra, une jeune fille en quête de vérité dans un monde où magie et guerre cohabitent, à travers trois volumes : Le lame di Myra, Il fuoco di Acrab et L'isola del Santuario,,.

### Les enquêtes de l'impossible
1. Une amie à sauver, Rageot, 2022 ((it) Un'amica da salvare, 2019).
2. Secrets de sorcières, Rageot, 2023 ((it) I segreti delle streghe, 2019).
3. (it) Cacciatori di Zombie, 2020.
4. (it) Spiriti nella notte, 2022.

### Romans indépendants
1. (it) I dannati di Malva, Edizioni Ambiente, 2008,  (ISBN 978-88-89014-73-8)[23].

### Scénarios
1. Histoire de science-fiction pour Mickey Mouse écrite avec Francesco Artibani[24].

### Autres travaux
Licia Troisi écrit également d'autres ouvrages, dont deux publications scientifiques en 2015 et 2020,.
1. (it) Dove va a finire il cielo, Mondadori, 2015,  (ISBN 978-88-520-6945-1)[25].
2. (it) La sfrontata bellezza del cosmo, Rizzoli, 2020,  (ISBN 978-88-318-0151-5)[24].

En 2018, elle présente Terza Pagina, une chronique culturelle approfondie sur Rai5.